# Toltecolus fluvialis
Toltecolus fluvialis är en mångfotingart som först beskrevs av Loomis 1968.  Toltecolus fluvialis ingår i släktet Toltecolus och familjen Atopetholidae. Inga underarter finns listade i Catalogue of Life.